# Капитолий
 Тази статия е за хълма в Рим.  За понятието от американската архитектура вижте Капитолий (САЩ).  
Капитолият (на италиански: Campidoglio или Monte Capitolino) е един от седемте хълма на Рим. Намира се в центъра на града, на запад от Форума.

## История
Капитолият е неразривно свързан с историята на Рим. Според легендите там близнаците Ромул и Рем са откърмени от капитолийската вълчица. Постепенно от религиозен, хълмът се превърнал в политически център на Рим. На северното му възвишение се намирала твърдината Arx, на чието място днес е построена църквата „Санта Мария ин Арачели“, а на южното – етруският храм на Юпитер, в който той бил почитан заедно със съпругата си Юнона и дъщеря си Минерва, оформяйки капитолийската триада (6 в. пр.н.е.). Храмът е започнат от петия цар на Рим Тарквиний Приск, и е смятан за най-големия и красив храм в града. В подножието му – между Курията и храма на Съгласието – се намирал затворът Мамертинската тъмница.
Капитолийският хълм е свързан с много забележителни събития в римската история. Марк Юний Брут и другите убийци се заключват в храма на Юпитер след убийството на Юлий Цезар; там умира Тиберий Гракх; Откъм река Тибър се издигала прочутата Тарпейска скала, откъдето били хвърляни осъдените на смърт политически затворници.
С Капитолийския хълм е свързана и известната легенда за гъските, които спасили Рим. През III в. пр.н.е. галите навлизат в древна Италия и обграждат Рим. Имат огромно числено превъзходство. Свещените гъски от храма на Юпитер, намиращ се на хълма Капитолий, усещат пълзящите по стените на града гали и надават крясък, с който събуждат не само заспалите стражи, но и всички жители и така спасяват Рим.
На Капитолия е запален олимпийският огън за седмите зимните олимпийски игри в Кортина д'Ампецо, проведени през 1956 г.

## Архитектура
През 1537 г. Микеланджело оформя по поръчение на папа Павел III на върха на Капитолия красив площад, който е заобиколен от трите страни от два съществуващи двореца и един нов, а отпред е свързан с намиращия се в подножието град с широка стълба (на италиански: cordonata).

## Музеи
Днес в дворците е разположен внушителен музеен комплекс, Капитолийският музей, в който се съхраняват много образци от римската култура от различни периоди, включително и статуята на вълчицата с Ромул и Рем.
В една от парадните зали на музея през 1957 г. е подписан Договорът от Рим, поставил началото на Европейския съюз.